# Ashdown Forest
Ashdown Forest är en hed i Storbritannien.   Den ligger i riksdelen England, i den södra delen av landet, 60 km söder om huvudstaden London. Arean är 2 630 kvadratkilometer.